# کیتی (تگزاس)
کیتی، تگزاس(به انگلیسی: Katy, Texas) شهری در ایالت تگزاس از ایالات جنوبی ایالات متحده آمریکا است. در سرشماری سال ۲۰۰۰، جمعیت این شهر ۱۱۷۷۵ نفر اعلام شد.